# Гриф чорний (монета)
«Гриф чо́рний» — пам'ятна монета номіналом 2 гривні, випущена Національним банком України, присвячена грифу чорному (Aegypius monachus) (ряд — Соколоподібні, родина — Яструбові) — єдиному виду роду, який гніздиться в Україні тільки в Південному Криму. Ареал виду охоплює Південну Європу та Азію (гірські райони). Грифа чорного включено до Червоної книги України та Європейського Червоного списку.
Монету введено в обіг 26 травня 2008 року. Вона належить до серії «Флора і фауна».

## Опис монети та характеристики
| Номінал грн. | Метал      | Маса, г | Діаметр, мм | Якість виготовлення | Гурт     | Тираж, штук |
| ------------ | ---------- | ------- | ----------- | ------------------- | -------- | ----------- |
| 2            | нейзильбер | 12,8    | 31,0        | звичайна            | рифлений | 45 000      |

### Аверс
На аверсі монети в обрамленні вінка, утвореного із зображень окремих видів флори і фауни, розміщено малий Державний Герб України та написи: «НАЦІОНАЛЬНИЙ»/ «БАНК»/ «УКРАЇНИ»/ «2»/ «ГРИВНІ»/ «2008», крім того, логотип Монетного двору Національного банку України.

### Реверс

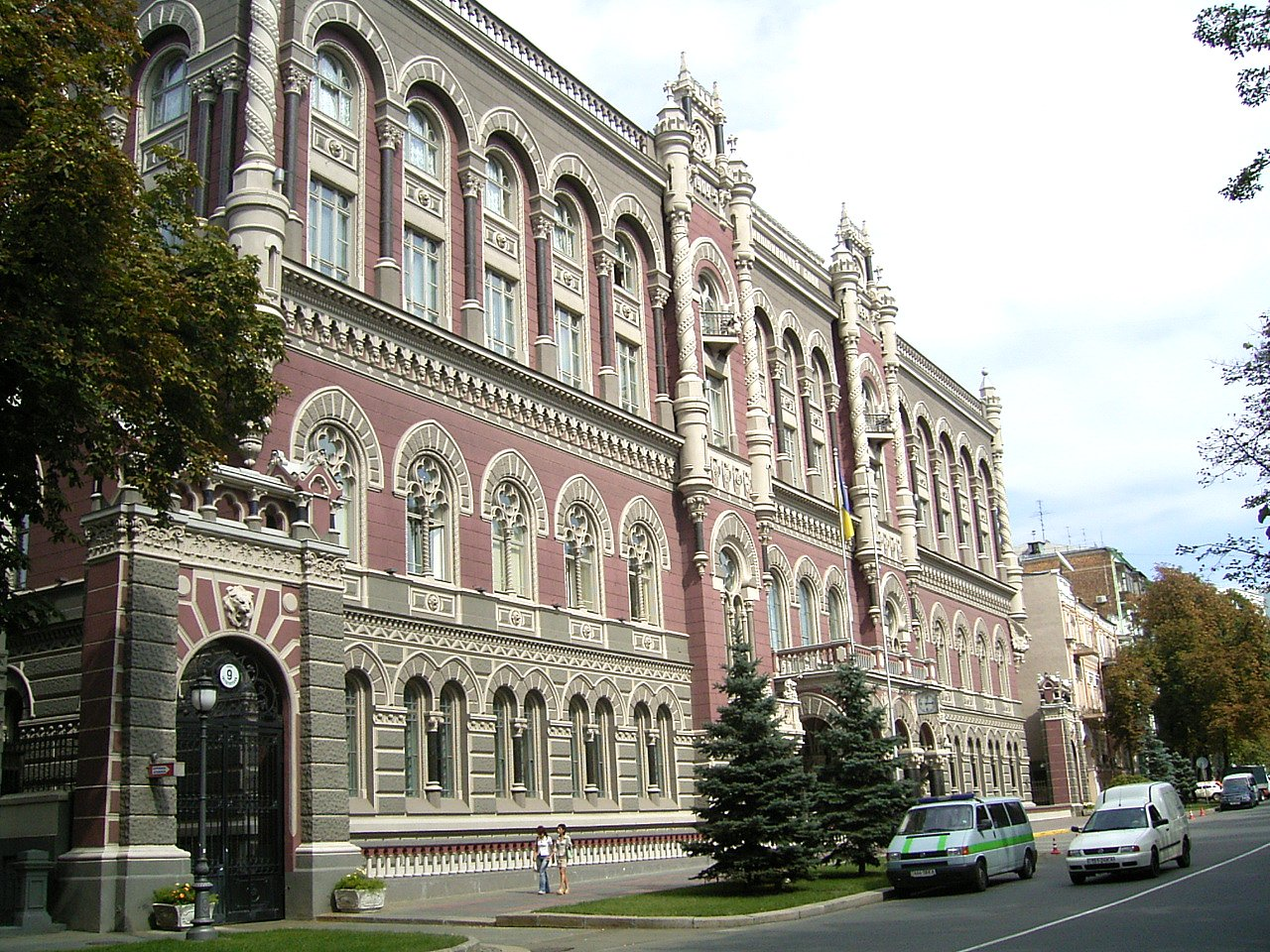
Будівля Національного банку України

На реверсі монети зображено грифа з пташеням у гнізді та півколом розміщено написи: «AEGYPIUS MONACHUS» (угорі) та «ГРИФ ЧОРНИЙ» (унизу).

## Автори
- Художник — Дем'яненко Володимир.
- Скульптор — Дем'яненко Володимир.

## Вартість монети
Ціна монети — 15 гривень була вказана на сайті НБУ в 2013 році.
Фактична приблизна вартість монети з роками змінювалася так:
| Рік        | 2010 | 2011 | 2012 | 2013 | 2014 | 2015 | 2016 | 2017 | 2018 | 2019 | 2020 | 2021 | 2022 | 2023 | 2024 | 2025 |
| ---------- | ---- | ---- | ---- | ---- | ---- | ---- | ---- | ---- | ---- | ---- | ---- | ---- | ---- | ---- | ---- | ---- |
| Ціна, грн. | 40   | 40   | 40   | 50   | 40   | 43   | 55   | 65   | 70   | 70   | 75   | 90   | 130  | 230  | 280  | 320  |